# 洪成昌
洪成昌（韓語：홍성창），韓國電視劇導演。

## 作品

### 電視劇
- 2004年：SBS《我的正義男友》
- 2006年：SBS《愛情全壘打》
- 2007年：SBS《相愛的日子》
- 2008年：SBS《小媳婦與少奶奶》
- 2009年：SBS《原來是美男啊》
- 2010年：SBS《媽媽的慾望》
- 2012年：SBS《電視劇帝王》
- 2014年：SBS《江口的故事》
- 2014年：SBS《心情好的日子》
- 2016年：SBS《戲子》

### 企劃作品
- 2015年：SBS《我的心一閃一閃》
- 2015年：SBS《愛你的時間》
- 2015年：SBS《我有愛人了》
- 2016年：SBS《對，就是那樣》

### 製作人作品
- 2019年：SBS《Stove League》
- 2021年：SBS 《朝鮮驅魔師》
- 2021年：SBS 《Racket少年團》
- 2021年：SBS 《今天的漫畫》
- 2021年：SBS 《紅天機》

## 外部連結
- NAVER搜索